# Margo Lee
Margaret (Margo) Stella Lee (Leichhardt, Australia; 20 de junio de 1923-St Leonards, Australia, 16 de octubre de 1987) fue una cantante, y actriz, de teatro, cine y TV australiana.
Luego de actuaciones en Sídney, se trasladó para trabajar brevemente en Hollywood.

## Filmografía
- Into the Straight (1949)
- The Twelve Pound Look (1956) (TV movie)
- Stormy Petrel (1960) (TV series)
- Don't Listen Ladies (1963) (TV movie)
- Flowering Cherry (1963) (TV movie)